# USS Saipan (LHA-2)
Le USS Saipan (LHA-2) est un Landing Helicopter Assault, navire de tête de la classe Tarawa de la United States Navy mis en service en 1977. Il est le deuxième navire à porter de nom de la bataille de Saipan menée lors de la Guerre du Pacifique en 1944 pendant la Seconde Guerre mondiale. Il a été mis hors service le 25 avril 2007 et vendu à la démolition navale.

## Historique
Saipan était le deuxième des cinq navires d'une nouvelle classe de navire d'assaut amphibie polyvalent et combinait, en un seul type de navire, les fonctions précédemment remplies par quatre types différents: le Amphibious assault ship (LPH), le Landing Platform Dock (LPD), le Amphibious cargo ship (LKA) et le Landing Ship Dock(LSD). Il était capable de débarquer des éléments d'une équipe de débarquement de bataillon du Corps des Marines et leur équipement de soutien par embarcation de débarquement, par hélicoptère ou une combinaison des deux.

### Service
L'USS Saipan a commencé sa carrière opérationnelle en juillet 1979 lorsqu'il a été affecté à une éventuelle évacuation du personnel civil américain du Nicaragua pendant la guerre civile de ce pays.
En mai 1980, l'USS Saipan a collaboré avec l'United States Coast Guard pour aider les réfugiés cubains traversant le détroit de Floride à atteindre les États-Unis lors de l'Exode de Mariel. Le 25 août 1980, l'USS Saipan a été déployé en Mer Méditerranée pour la première fois en tant que LHA. D'août 1982 à juillet 1983, l'USS Saipan est entré au Norfolk Naval Shipyard pour sa première révision programmée. En septembre 1983, il participe à l'Opération Urgent Fury à la Grenade.
De mars à septembre 1990, il est de nouveau déployé en Méditerranée. Cependant, fin mai 1990, il a été détourné dans l'Atlantique Est, vers une position qui deviendrait connue sous le nom de Mamba Station (en) où il a mené une opération d'évacuation de non-combattants , évacuant 1 600 civils, dans le cadre de l'Operation Sharp Edge (en) au Libéria déchiré par la guerre civile libérienne.
De septembre 1991 à mars 1992, l'USS Saipan a été déployé dans le golfe Persique à l'appui de l'Opération Tempête du désert.
En janvier 2003, il a été de nouveau déployé dans le golfe Persique à l'appui de l'Opération Iraqi Freedom et de la guerre contre le terrorisme. En 2005, il est envoyé en Haïti où il débarque un bataillon Seabee et plus de 1.200 tonnes de matériel utilisé pour la construction d'écoles et de puits dans le pays dévasté par un ouragan.
En août 2006, il est de nouveau déployé dans la région du golfe Persique à l'appui de l'Opération Iraqi Freedom (guerre d'Irak), ce qui est son dernier déploiement opérationnel. Il est retourné à Norfolk le 22 décembre 2006.

## Fin de service
L' USS Saipan a été mis hors service le 20 avril 2007, restant amarré à la base navale de Norfolk. Le 22 mars 2008, il a été transféré dans la flotte inactive, et envoyé au port de Philadelphie, amarré au Pier 4 où il était accompagné du porte-avions USS John F. Kennedy (CV-67) .
Le 30 septembre 2009, il est vendu à la ferraille et le 28 octobre 2009, il appareille de Philadelphie pour Brownsville au Texas où il a été ferraillé.